# Камілла Фрідлендер
Камілла Едле фон Мальхейм Фрідлендер (10 грудня 1856, Відень — 3 жовтня 1928 там же) — австрійська художниця натюрмортів.

## Біографія

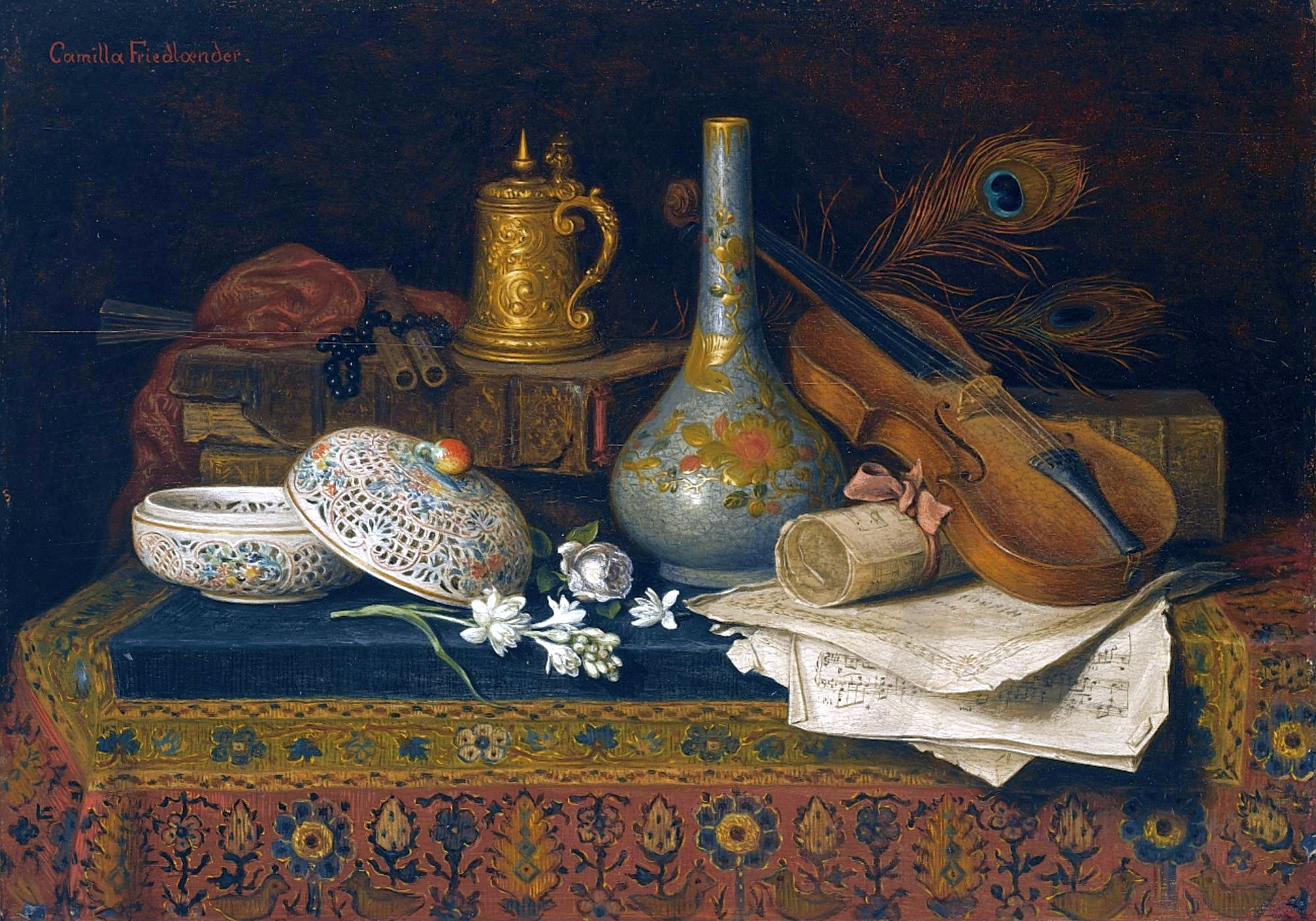
Натюрморт із китайськими артефактами та скрипкою Камілли Фрідлендер

Камілла Фрідлендер народилася у Відні в 1856 році у сім'ї художника-жанриста Фрідріха Фрідлендера, якому в 1889 році присвоїли титул «Ріттер фон Мальхейм». Вона мала трьох сестер і двох братів, з яких Гедвіг Фрідлендер і Альфред Фрідлендер також були художниками. Вона здобула першу художню освіту від свого батька і ділила з ним студію. Разом вони подорожували по Італії, Сходу та Франції, де у Парижі Камілла Фрідлендер залишилася, щоб продовжити навчання.
У 1879 році Фрідріх Фрідлендер надіслав портрет своєї дочки Камілли на міжнародну художню виставку в Скляному палаці в Мюнхені, а вона сама показала там свій кухонний натюрморт. У 1882 році Камілла Фрідлендер почала виставлятися у віденському Будинку Художників. Крім того, вона також демонструвала свої роботи на виставках Австрійської художньої асоціації та на Всесвітній виставці 1893 року в Чикаго. Вона виграла медаль за роботу, виставлену в лондонському Кришталевому палаці. Її картину маслом «Східні предмети», яку вона представила в 1891 році на 20 виставці віденського Кюнстлерхаузу, купив імператор Франц Йосиф I.
У 1901 році, коли помер її батько, Камілла Фрідлендер вступила до Салезіанського монастиря у Відні й майже повністю залишила малярство. У 1928 році вона померла у 71 річному віці.

## Натюрморти

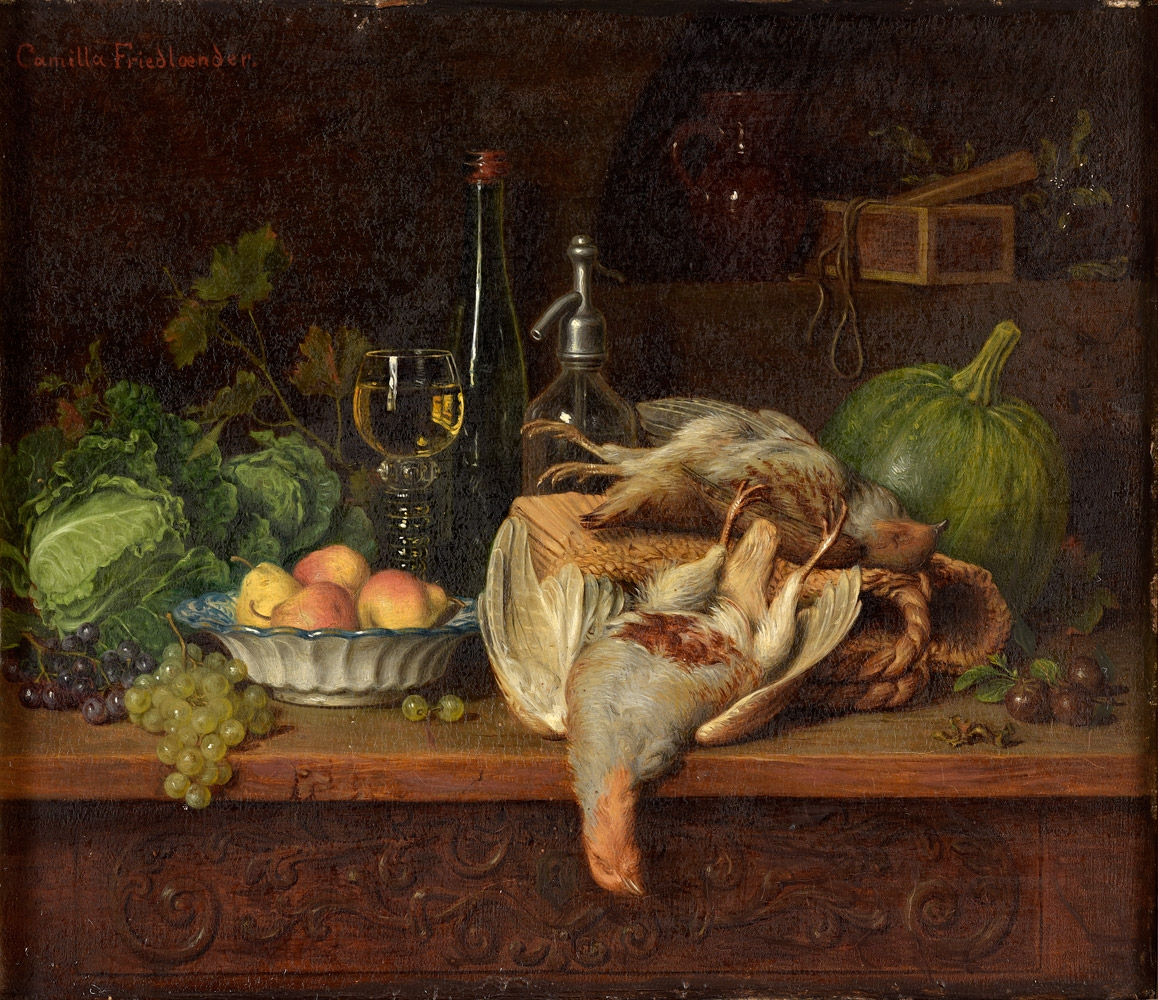
Один із кухонних натюрмортів Камілли Фрідлендер.

Камілла Фрідлендер переважно писала натюрморти малого формату та мініатюри олією по дереву. Це, зокрема, кухонні та побутові предмети (часто східного походження), а також антикваріат, квіти та мертві тварини. Її роботи дуже деталізовані, точні та виконані акуратним нанесенням фарби. Часом сучасні критики говорили, що більшим талантом Фрідлендер є терпіння, ніж художня творчість. Її кропітка робота принесла їй успіх і визнання як художниці.

### Твори (частково)
- Натюрморт з мереживною стелею, дерево, 17 × 24 см, Музей Вальрафа-Річарца та Фонд Корбуда, Кельн[9]
- Кухонний натюрморт, 1879 рік, експонувався на міжнародній художній виставці в Мюнхенському скляному палаці[7]
- Натюрморт з різними посудами для пиття, 1888, Рудольфінум, Прага[10]
- Східні предмети домашнього вжитку, близько 1890 р., олія на дереві, 26,5 × 19,7 см, підпис угорі праворуч: Камілла Фрідлендер, Австрійська галерея Бельведер (придбано з Музею історії мистецтв у Відні, Імператорської картинної галереї у 1929 р.)[11]